# Jeklene votline
‎
Jeklene votline (izvirno angleško The Caves of Steel) je znanstvenofantastični roman ameriškega pisatelja Isaaca Asimova.

## Povzetek
Elijah Lije Baley je detektiv. Nekega dne ga pokličejo na policijsko upravo. Komisar mu naroči naj razišče primer umora Dr. Srtona v vesolju, če želi napredovati v svoji službeni karieri. To bi mu prineslo veliko ugodnosti, zato nalogo sprejme. Njegov pomočnik je robot Daneel Olivaw.
Naslednji dan Baley z robotom odpravi na vesoljsko avtocesto. Baley osumi komisarja za umor, vendar mu robot nasprotuje. Baleyeva žena pove, kje se skriva voditelj organizacije Medievalistov. Baley zasliši voiditelja organizacije in ga spozna za nedolžnega. Do enakega rezultata pride tudi robot z ceroanaliziranjem.
Edini, ki je bil na prizorišču umora je bil komisar. Baley ga spozna za krivega. Komisar je nameraval umoriti Daneela, a ustrelil je dr. Sartona.
Preiskava je trajala 3 dni, zato se je Baley težko poslovil od Daneela. Spoznal je tudi, da se bo človeštvo moralo preseliti v vesolje.